# Quadriennale di Roma
La Quadriennale di Roma è una fondazione il cui compito è quello di condurre ricerca e di promuovere l'arte italiana contemporanea. È una delle tre istituzioni nazionali dedicate all'arte del XXI secolo, assieme al Maxxi - che svolge attività museale - e alla Biennale di Venezia - la cui attività si focalizza sull'arte internazionale. Il nome dell'istituzione deriva dalla prima forma espositiva con cui l'istituzione ha reso pubbliche le sue ricerche già dal 1931, ossia una grande mostra svoltasi nella città di Roma ogni quattro anni. Ha sede nella capitale italiana, all'interno del complesso monumentale di Villa Carpegna, dimora secentesca.

## Le Quadriennali (1931 - 2020)

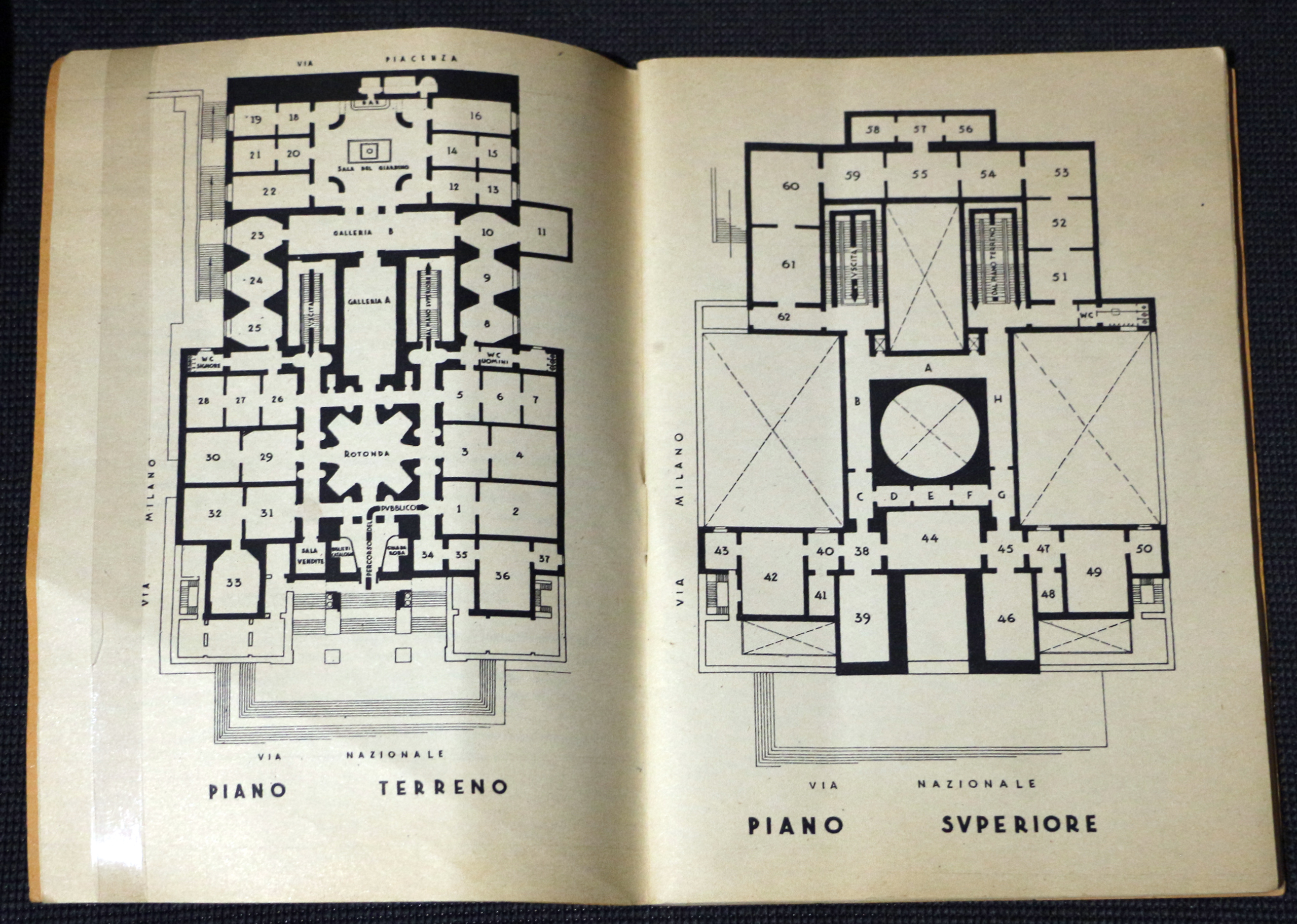
Pianta della seconda Quadriennale d'arte nazionale, Roma 1935

## Forma giuridica
Dal punto di vista giuridico, la Quadriennale è oggi una Fondazione partecipata da Ministero per i beni e le attività culturali, Regione Lazio, Comune di Roma e dalla Camera di Commercio di Roma.

## Storia

### La nascita
La Quadriennale nasce nel 1927 con l'idea di accentrare in Roma la migliore produzione dell'arte figurativa nazionale, lasciando alla Biennale di Venezia lo svolgimento di manifestazioni internazionali. Era stata preceduta da tre edizioni della Biennale di Roma (1921, 1923, 1925).
Per il pieno decollo dell'iniziativa, decisiva è la figura di Cipriano Efisio Oppo, artista, scrittore, deputato al Parlamento del Regno d'Italia e segretario nazionale del Sindacato delle belle arti, nonché segretario generale delle prime quattro edizioni della manifestazione romana, tenutesi al Palazzo delle Esposizioni, luogo che per ottant'anni sarà la sede degli uffici e delle mostre dell'Ente e che rimane la sede privilegiata delle mostre della Quadriennale d'Arte.
Le prime edizioni della Quadriennale si intendono anche come competizione tra gli artisti, attraverso l'istituzione di premi ad essa collegati.

### Le prime Quadriennali (1931 - 1935)
La prima edizione del 1931 è aperta alle autocandidature e vede gli artisti come principali animatori della manifestazione non solamente attraverso l'attività espositiva, ma anche in quella organizzativa e nella partecipazione alle giurie che assegnavano i premi. Il segretario generale Oppo riuscirà a garantirsi una certa autonomia nelle scelte rispetto alle dinamiche culturali del regime fascista.
Alla prima Quadriennale partecipano i più grandi e celebrati maestri dell'arte italiana del tempo, dai futuristi agli italiani di stanza a Parigi, a figure come Carlo Carrà, Mario Sironi, Felice Carena, Arnaldo Bartoli e Felice Casorati.
La seconda Quadriennale si dà un taglio maggiormente legato agli artisti delle nuove generazioni. Vi partecipano, tra gli altri, i giovani Fausto Pirandello, Corrado Cagli, Franco Gentilini, Giuseppe Capogrossi, Mario Mafai, Emanuele Cavalli, Alberto Ziveri e Afro. L'investimento politico del regime fascista su questa edizione è particolarmente alto e la presenza dei gerarchi e addirittura di Mussolini all'inaugurazione ne è la dimostrazione.
Il successo delle prime due edizioni della Quadriennale è imponente e porta nel 1937 alla costituzione dell'Ente Autonomo Quadriennale di Roma.

### Le Quadriennali di guerra (1939 - 1943)
Le ultime due edizioni della Quadriennale sotto l'egida di Oppo si svolgono in tono minore dato l'avvento della guerra.
Resta, però, la caratterizzazione che prevede la divisione delle sale del Palazzo delle Esposizioni in modo da dedicare agli artisti delle vere e proprie personali all'interno della grande mostra collettiva. Ne sono esempi particolarmente evidenti l'antologica di Gino Severini alla seconda Quadriennale e quella di Giorgio Morandi che contava ben 53 opere dell'artista alla terza quadriennale.

### Il dopoguerra
La Quadriennale del 1948 si svolge per la prima e unica volta alla Galleria Nazionale d'Arte Moderna di Roma. È una edizione che si svolge in maniera dimessa e sotto il nome di “Rassegna Nazionale d’Arti Figurative” e con una gestione commissariale. La logica espositiva, tuttavia non cambia e sono presenti i nomi più incisive dell'arte italiana del periodo.
Nel 1950 il posto di segretario generale della Quadriennale è affidato a Fortunato Bellonzi, figura di spicco della critica d'arte dell'epoca. Il suo mandato che durerà circa un trentennio rivoluzionerà l'istituzione portando al suo interno una logica più scientifica di analisi critica e di costruzione di una logica espositiva ragionata. Le prime due Quadriennali svolte sotto la sua guida prevedevano al loro interno non solo focus sul contemporaneo, ma anche piccole sezioni storiche che approfondivano momenti e traiettorie dell'arte di periodi precedenti.
Dal 30 novembre 1961 al 7 gennaio 1962 La Quadriennale d'arte di Roma in collaborazione con Autostrade-concessioni e costruzioni autostrade s.p.a. organizza la mostra Premio nazionale di paesaggio "Autostrada del sole", che ebbe sede presso il Palazzo delle Esposizioni, sotto l'alto patrocinio del Presidente della Repubblica Giovanni Gronchi.

### Espansione, crisi e rinascita tra il 1972 al 2016
Nel 1972 la Quadriennale assume una forma più complessa. L'unica edizione degli anni '70, la X edizione, infatti, si svolgerà attraverso cinque anni, sviluppandosi su nuclei tematici precisi e rompendo la logica della mostra quadriennale, per dare maggiore rilievo all'istituzione in quanto ente di ricerca e promozione dell'arte italiana.
Durante la sua storia alla Quadriennale di Roma è stata demandata la designazione e, talvolta, l'organizzazione di padiglioni nazionali italiani all'interno delle biennali d'arte svolte in paesi stranieri, una attività che è ripresa per un breve periodo negli anni 2022 con la Biennale di Gwangju e nel 2023 con la Biennale di Malta sotto la direzione di Gian Maria Tosatti.
A partire dalla X Quadriennale, si rivoluzionano anche gli aspetti di partecipazione alla mostra. Gli artisti possono partecipare solo su invito e le commissioni vengono partecipate principalmente da critici d’arte.
Un'altra edizione che segna una svolta nella storia dell''istituzione è la XIV Quadriennale nazionale d'arte di Roma in cui per la prima e unica volta la mostra si disloca in tre città diverse, Napoli, Torino e Roma.
La XVI Quadriennale, prevista da ottobre 2012 a gennaio 2013, fu annullata per via della cronica mancanza di fondi.
Dal 2016 La Quadriennale riprende le sue attività sotto la guida di Franco Bernabè. La XVI edizione dal titolo "Altri tempi, altri miti" viene inaugurata dal Presidente della Repubblica Sergio Mattarella. Gli artisti premiati durante questa edizione sono Rossella Biscotti e Husni-Bey Adelita.

### L'era dei direttori artistici Cosulich e Tosatti (2018 - 2024)
Dal 2018 il Consiglio d'Amministrazione della Quadriennale decide di nominare per la prima volta un direttore artistico. La prima a ricoprire questo ruolo è la curatrice Sarah Cosulich (2018-2021). Il secondo a ricoprire tale carica è stato l'artista Gian Maria Tosatti (2021-2024). Dopodiché non sono stati nominati nuovi direttori artistici.
In questo periodo la Quadriennale rende organici i molti e discontinuativi sviluppi rispetto alla sua struttura originaria iniziati nel 1972 assumendo, nelle sue attività, una logica più strutturata e istituzionale. La mostra organizzata ogni quattro anni resta, ma diviene momento di esposizione di un percorso più capillare di studio, ricerca a promozione internazionale dell'arte italiana svoltosi negli anni precedenti. L'evento a palazzo delle esposizioni diventa quindi il momento popolare di condivisione e di apertura al grande pubblico di una attività che per la prima volta si svolge in maniera continuativa.
Sara Cosulich, nel primo mandato di direzione artistica della fondazione dirige anche la XVII Edizione de "La Quadriennale di Roma" nel 2020, incarico che le viene affidato da un Consiglio d'Amministrazione rinnovato con presidente Umberto Croppi (nominato nel 2019 succedendo a Franco Bernabè).

## La direzione artistica di Sarah Cosulich e la nascita di una nuova identità della Quadriennale
L'introduzione della figura del direttore artistico, nominato attraverso concorso pubblico, si deve alla presidenza Bernabè, che, con tale innovazione, intendeva dare maggiore continuità allo sviluppo delle attività di ricerca e promozione dell'ente. Da questo momento, la Quadriennale inizia a dotarsi di un programma più fitto e di strumenti di supporto veri e propri per gli artisti, sia in un orizzonte nazionale che internazionale. Le scarse ed episodiche attività svoltesi al di fuori delle grandi mostre di Palazzo delle Esposizioni, divenirono costanti, assumendo pari dignità rispetto al momento di maggiore esposizione popolare.
Sarah Cosulich assume il primo incarico di direttrice della Quadriennale di Roma sviluppando il suo programma attraverso tre direttrici principali, il progetto Q-Rated, il progetto Q-International e la curatela, assieme a Stefano Collicelli Cagol della XVII Quadriennale di Roma.

### Il progetto Q-Rated
Attraverso il progetto Q-Rated la Quadriennale ha dato corso a sei seminari che si sono svolti tra il 2018 e il 2020 e che hanno creato una rete di connessioni tra i principali artisti e critici della scena internazionale e una nuova generazione di artisti e critici italiani. Ogni edizione del progetto Q-Rated si è svolta in una città diversa (Roma, Milano, Lecce, Torino, Nuoro e Napoli) e in collaborazione con istituzioni culturali italiane, sotto la guida di figure come Pierre Bal-Blanc, Elena Filipovic, Carolyn Christov-Bakargiev. Le diverse edizioni si sono concentrate sullo sviluppo di discussioni su tematiche proprie dell'arte contemporanea e sullo scambio tra le principali e più innovative esperienze a livello nazionale e internazionale.

### Il progetto Q-International
Il progetto Q-International è stato il primo vero strumento sviluppato dalla Quadriennale per favorire direttamente la diffusione internazionale dell'arte italiana. Concepito come un bando pubblico a cadenza semestrale, il progetto si proponeva di co-finanziare progetti di artisti italiani invitati da istituzioni straniere. Nei tre anni di attività del progetto sono state finanziate 60 istituzioni internazionali che hanno visto partecipare artisti italiani alle proprie attività.

### La XVII Quadriennale di Roma - Fuori
Con il titolo "Fuori" che alludeva velatamente alla rivista F.U.O.R.I. del Fronte Unitario Omosessuale Rivoluzionario Italiano si è aperta nel 2020 la XVII Quadriennale d'arte di Roma a cura di Sarah Cosulich e Stefano Collicelli Cagol. Come ai tempi delle quadriennali degli anni '50 questa edizione ha sviluppato uno sguardo di lungo corso sull'arte italiana includendo un periodo che va dagli anni '60 al presente. L'obiettivo, stavolta, non è quello di presentare una ricognizione sulla produzione artistica degli ultimi quattro anni, ma di evidenziare alcune linee di connessione inedite e trasversali che hanno attraversato sei decenni, intrecciandosi anche con altre discipline come la moda, il cinema e la musica. Resta una forte connotazione contemporanea, tuttavia, se si considera che dei 43 artisti invitati più della metà aveva meno di 40 anni. Tra i principali nomi esposti Irma Blank, Micol Assaël, Monica Bonvicini, Petrit Halilaj e Romeo Castellucci. La mostra ha costituito un trampolino di lancio per giovani artisti come Benni Bosetto.

## La direzione artistica di Gian Maria Tosatti tra ristrutturazione e rivoluzione
La direzione artistica di Gian Maria Tosatti, tra i principali artisti contemporanei italiani, coincide con un incremento esponenziale delle attività della Quadriennale. Nella visione del neo-direttore, Quadriennale doveva ristrutturarsi assumendo fino in fondo e in modo capillare i compiti statutari dell'ente. Questo portò ad una vera e propria ristrutturazione dell'immagine della Quadriennale che negli anni tra il 2021 e il 2024 dà corpo a molteplici attività di carattere editoriale, espositivo, organizzativo e di diplomazia culturale che portano la media di circa due macro-progetti annuali, gestiti dalla fondazione nel ventennio precedente, a ben 21 macro-progetti con circa un centinaio di output l'anno.
Un'altra grande innovazione della gestione Tosatti è stato far entrare in modo organico un altissimo numero di curatori e critici all'interno dell'istituzione. La logica del lavoro proposto dal direttore artistico, infatti aveva come obiettivo quello di costituire un sistema d'indagine sull'arte italiana che si ispirasse al metodo scientifico, ossia alle ricerche incrociate di diversi "analisti" sugli stessi argomenti, arrivando poi a fare una sintesi attraverso i risultati coincidenti e quelli discordanti. Durante il triennio di direzione 2021-2024 sono stati circa 30 i critici e curatori inquadrati nelle attività quotidiane della Quadriennale di Roma.
Le attività di sostegno all'arte, alla critica e agli artisti, affiancate alla costante attività di diplomazia culturale sul piano internazionale portarono la Quadriennale a riposizionarsi sul piano estero come uno dei principali promotori istituzionali d'arte assieme ad altre importanti istituzioni europee quali Pro-Helvetia, il Goethe Institut, la Mondrian Fund o la francese Onda.
Alcuni progetti svoltisi sotto la direzione Tosatti hanno segnato un approccio fortemente innovativo e scientifico verso l'arte contemporanea.

### Progetto Panorama
Il progetto Panorama consisteva in una ricerca costante sullo sviluppo dell'attività degli artisti italiani. Nei due anni di sviluppo del progetto, ossia fino al termine della direzione Tosatti, ogni giorno un curatore di Quadriennale andava a far visita allo studio di un artista compilando poi un articolo secondo una griglia specifica di domande che lo rendessero comparabile con le analisi di altri critici sugli altri artisti o con l'analisi di altri critici andati a visitare lo stesso artista per incrociare il proprio sguardo. Gli articoli relativi al progetto Panorama sono stati pubblicati quotidianamente sul sito istituzionale della Quadriennale e sulla rivista Quaderni.online e costituiscono ancora un database consultabile sull'arte italiana degli ultimi anni.

### Quaderni d'arte italiana
Quaderni d'arte italiana è una collana di libri la cui pubblicazione ha avuto cadenza trimestrale (per questa ragione ci si riferisce a queste pubblicazioni anche come "rivista"). La direzione della collana è stata dello stesso direttore Tosatti e ha raccolto i contributi dei principali critici e storici dell'arte contemporanea, italiani e internazionali, con l'intento di definire un orizzonte condiviso sulla storia dell'arte italiana del primo quarto del XXI secolo. La pubblicazione edita da Treccani si è sviluppata in nove numeri. L'archivio dei numeri e tutti gli articoli è anche accessibile gratuitamente sul sito quaderni.online. Oltre alla collana/rivista, al medesimo argomento la Quadriennale, con lo stesso editore, ha dedicato anche la pubblicazione dell'Annuario d'arte italiana che pubblicava i passaggi principali di tutti gli articoli di critica usciti sulla stampa italiana e internazionale durante dandogli poi una lettura critica d'insieme attraverso alcuni saggi.

### Le attività di sostegno all'università
Per incoraggiare e incrementare gli strumenti di studio sull'arte del XXI secolo, tra il 2021 e il 2024 la Quadriennale di Roma ha sviluppato una serie di attività in collaborazione con le università italiane sotto la curatela della storica dell'arte Raffaella Perna. Tra queste attività spiccava la costruzione di un database di tutte le ricerche dottorali sull'arte italiana contemporanea, l'istituzione di alcune borse di ricerca sull'arte italiana del XXI secolo e sull'arte digitale, lo sviluppo di convegni interuniversitari e un premio annuale per la miglior ricerca di dottorato sull'arte italiana contemporanea.

### Quotidiana
Con questo titolo ci si riferisce a due progetti sviluppati tra il 2022 e il 2024 presso uno spazio espositivo di Quadriennale attivato per l'occasione presso Palazzo Braschi a Roma.
Il progetto Paesaggio aveva il compito di ospitare i direttori o curatori dei principali musei internazionali a Roma per studiare l'arte italiana del XXI secolo e poi scrivere un saggio sulle traiettorie principali da loro osservate. Sulla base di quel saggio venivano poi sviluppate tre mostre l'anno. Altre tre mostre venivano alternate sullo stesso tema, ma venivano sviluppate a partire dai saggi scritti da alcuni dei principali critici d'arte italiani. Il tutto per offrire uno sguardo interno ed estero sulle principali esperienze dell'arte contemporanea italiana dal 2000 in poi. Tra i principali critici internazionali che hanno partecipato al progetto si ricordano Hans Ulrich Obrist e Nadim Samman.
Il progetto Portfolio aveva il compito di studiare tutti gli artisti under 35 emersi con maggiore evidenza e valore critico dalle ricerche del progetto Paesaggio, produrre una pubblicazione capace di sintetizzarne la carriera e costituirne una prima lettura organica e, poi, esporre le opere principali della loro produzione. Il progetto Portfolio ha sviluppato circa 11 mostre l'anno rivelando alcuni dei principali giovani artisti della scena italiana contemporanea

### La promozione internazionale
Le attività di promozione internazionale dell'arte italiana svoltesi sotto la direzione Tosatti sono state molte ed articolate. A partire dalle grandi personali di artisti italiani co-prodotte o sostenute all'interno dei principali musei internazionali. Tra di esse si possono citare la mostra di Roberto Cuoghi presso il Fridericianum di Kassel, la mostra di Giuseppe Stampone presso il MAMBO di Bogotà o quella di Rossella Biscotti presso la kunsthalle Fabra i Coats di Barcellona. Inoltre nel 2023, assieme all'Istituto Italiano di Cultura di Seoul, la Quadriennale ha partecipato all'organizzazione del Padiglione Italiano alla Biennale di Gwangju, mentre nel 2024 ha finanziato e curato la direzione scientifica del Padiglione Italiano alla Biennale di Malta.
Un tavolo aperto con il Ministero degli Affari Esteri e della Cooperazione Internazionale ha creato una collaborazione strategica che ha unito le ricerche critico-scientifiche di Quadriennale e la rete diplomatica degli Istituti di Cultura, per una efficace promozione dell'arte italiana su scala globale.